# Leucochrysa (Nodita) euterpe
Leucochrysa (Nodita) euterpe is een insect uit de familie van de gaasvliegen (Chrysopidae), die tot de orde netvleugeligen (Neuroptera) behoort. 
Leucochrysa (Nodita) euterpe is voor het eerst wetenschappelijk beschreven door Banks in 1944.